# مارتین بویل
مارتین بویل (زاده ۲۵ آوریل ۱۹۹۳) یک فوتبالیست حرفه ای است، که در پرمیرشیپ اسکاتلند و باشگاه فوتبال هیبرنین و تیم ملی فوتبال استرالیا بازی می‌کند. او یک وینگر سمت راست است، که همچنین قادر به بازی به عنوان یک مهاجم است. بویل پیش از این در مونتروز و داندی بازی می‌کرد.